# Karavaan

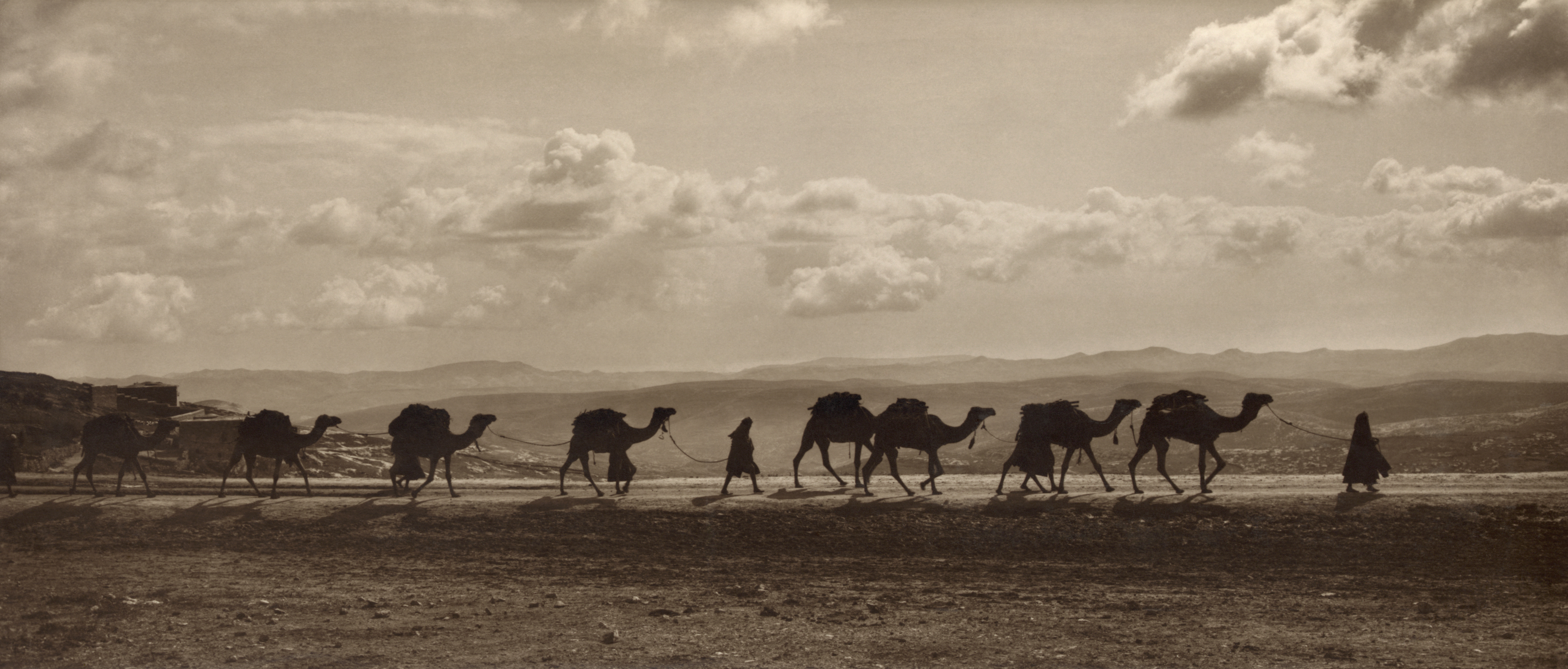
Egyptische karavaan in 1918

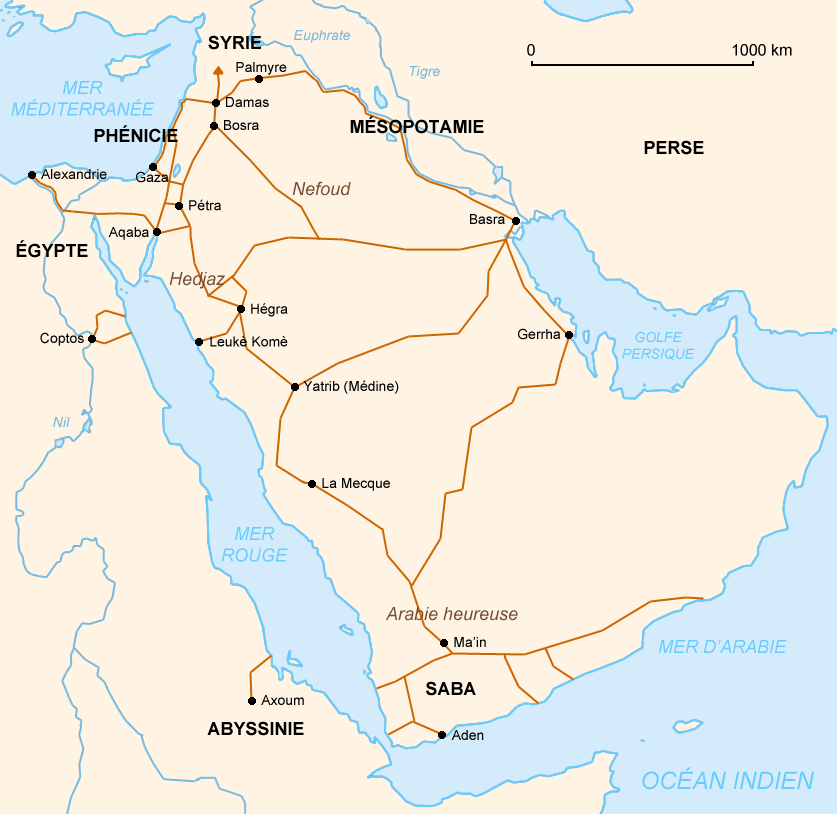
Karavaanroutes van de Nabateeërs

Een karavaan (Perzisch: Kervan, letterlijk: handelsbescherming) is een groep (handels)reizigers die achter elkaar aan rijden om zo van de ene plaats naar de andere te komen. Het vervoer kan per dier (kameel, paard, olifant) of per voertuig gaan. In de tijd van het Oud-Assyrische Rijk met zijn handelsnederzettingen ging het met ezels (kamelen waren daar toen nog niet). Een karavaan wordt vaak gebruikt als middel om handel te drijven tussen twee ver uiteen liggende gebieden.
Door in een grote groep te reizen, is elk individu beter beschermd tegen overvallen en natuurrampen, dan wanneer individueel gereisd wordt. Bovendien kan de groep besluiten te investeren in (gewapende) beveiliging in geval van dreigende problemen. Karavanen bestaan vaak uit grote gezelschappen en kunnen uit meer dan duizend kamelen als transportmiddel bestaan.
Karavanen maken vaak gebruik van dezelfde routes, de zogenaamde karavaanroutes. Dergelijke routes bevinden zich voornamelijk in het Arabisch Schiereiland, Zuidwest-Azië en Noord-Afrika (de Transsaharahandel). Enkele van deze routes, zoals de Wierookroute en de Zijderoute, zijn duizenden jaren oud en werden al gebruikt in de tijd van de Romeinen.
Tussen de 10e eeuw en de 20e eeuw fungeerden karavanserais als veilige overnachtingsplek voor reizende handelaren, hun waren en hun dieren.
Vanwege de onveilige situatie vond in het Wilde Westen van de Verenigde Staten het transport vaak plaats in karavanen. Soms trokken karavanen naar bepaalde streken om die te bevolken. Een beroemde karavaan in het Wilde Westen is die van Charlie Utter, die in het begin van 1876 met zijn broer Steve en Wild Bill Hickok een grote groep goudzoekers, prostituees en gokkers vanuit Georgetown naar Deadwood leidde, dat destijds in de ban was van de goudkoorts.
Het huidige woord "caravan" is afgeleid van het woord "karavaan".
In de natuur kan men soms ook een muizenkaravaan waarnemen.